# Chiloglanis kazumbei
Chiloglanis kazumbei är en fiskart som beskrevs av Friel och Vigliotta, 2011. Chiloglanis kazumbei ingår i släktet Chiloglanis, och familjen Mochokidae. Inga underarter finns listade.